# Ben Neng Chang
Ben Neng Chang ( 1950 - ) es un botánico chino, que ha trabajado extensamente en el "Instituto de Botánica", de la Academia China de las Ciencias.
- La abreviatura «B.N.Chang» se emplea para indicar a Ben Neng Chang como autoridad en la descripción y clasificación científica de los vegetales.[1]